# Diocesi di Fiesole

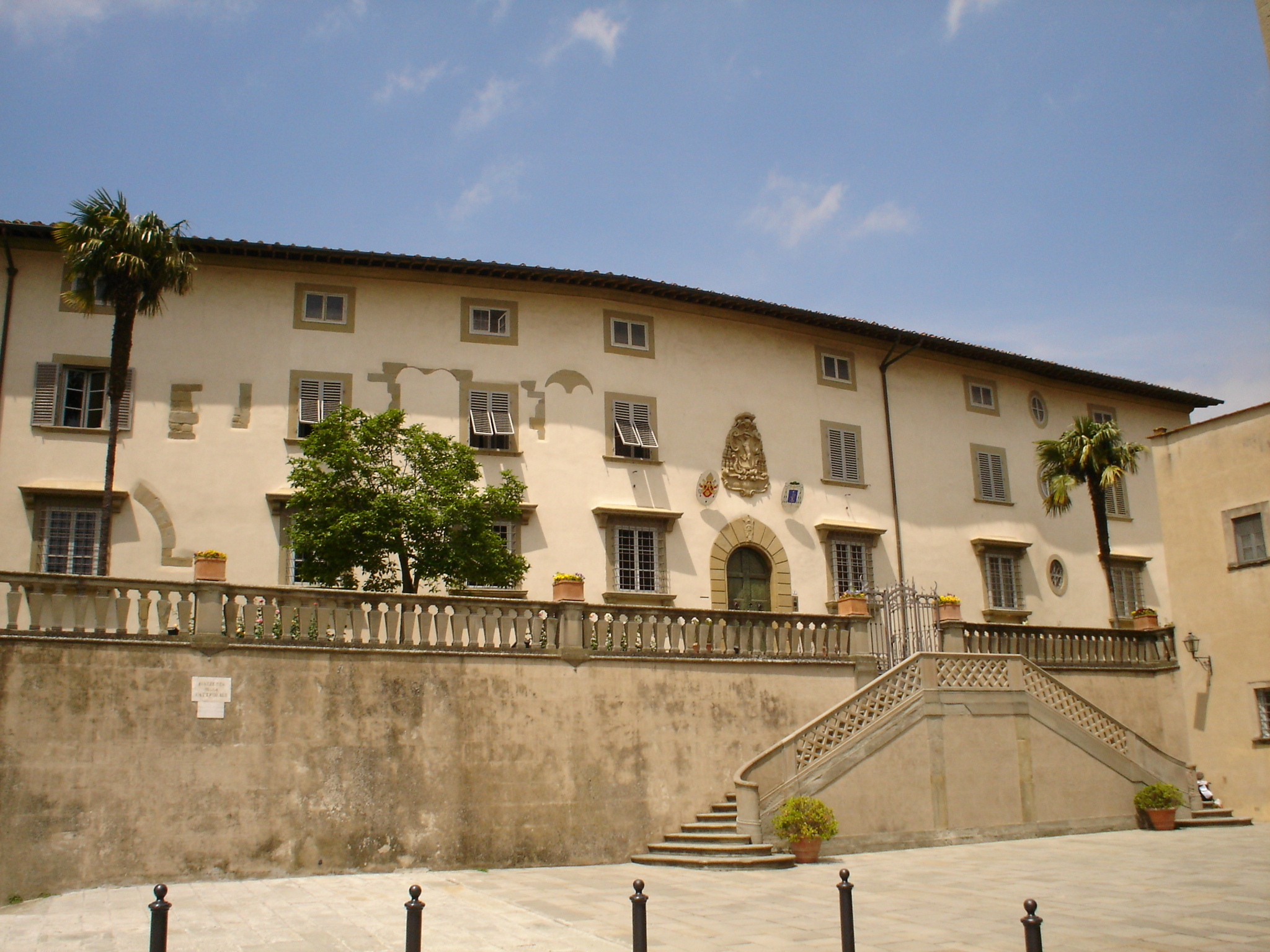
Il palazzo vescovile.

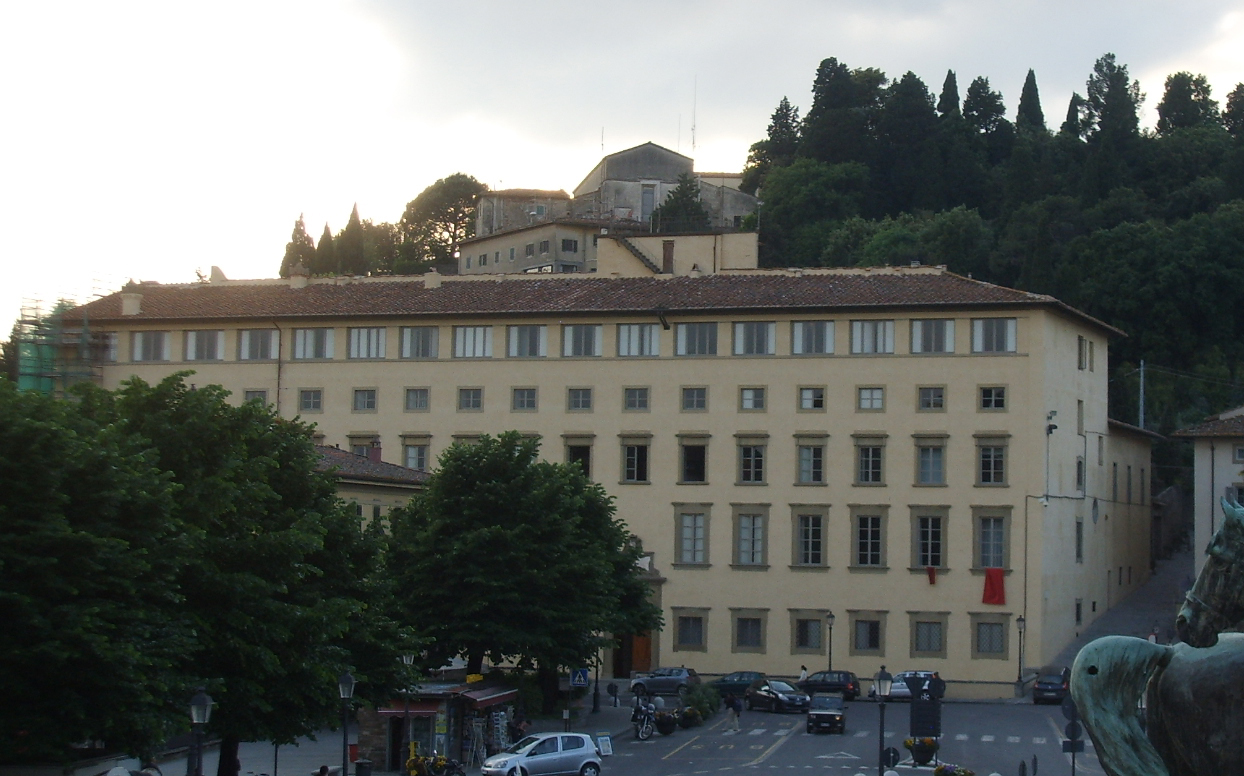
Il seminario vescovile.

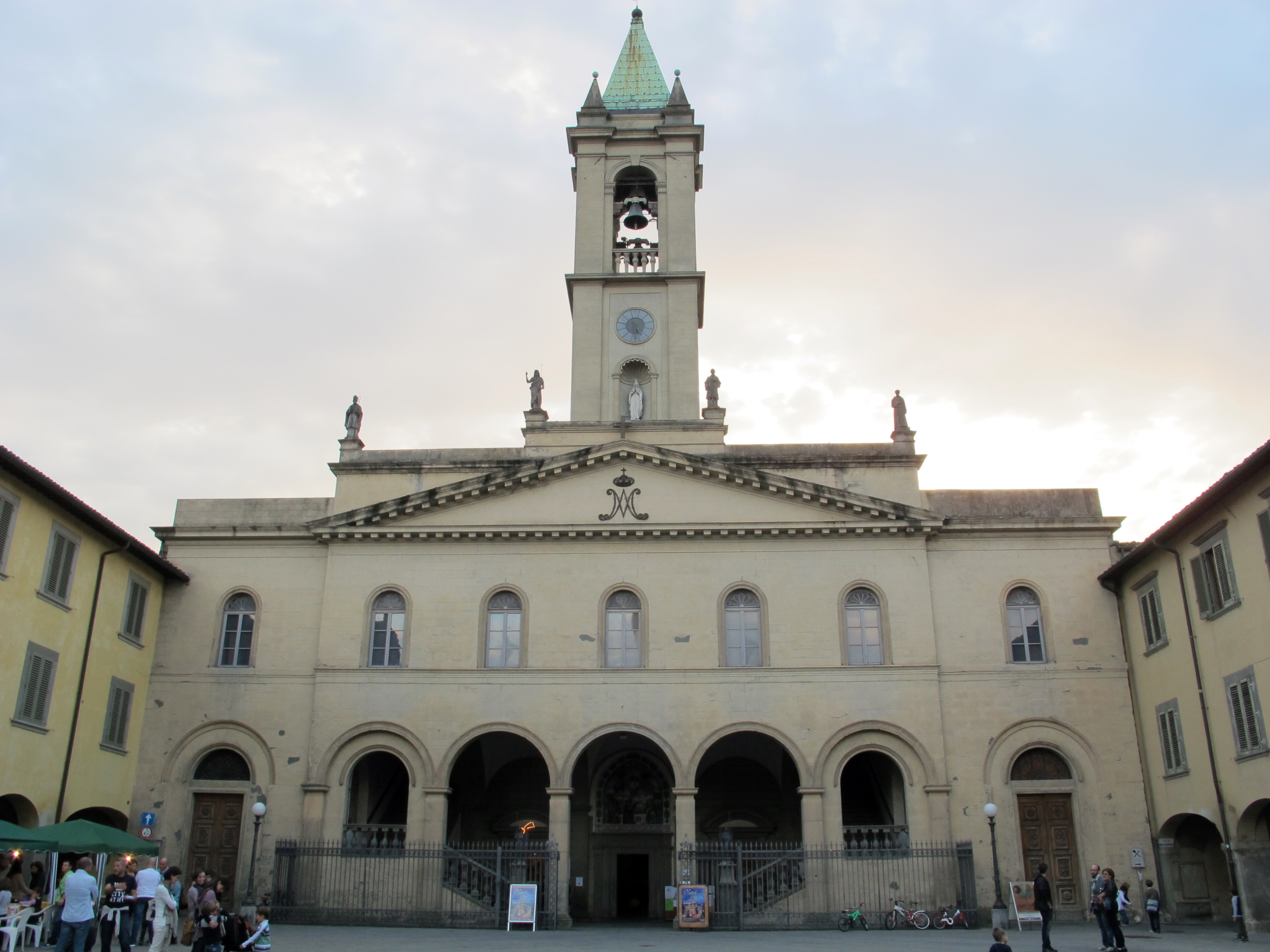
La basilica di Santa Maria delle Grazie a San Giovanni Valdarno.

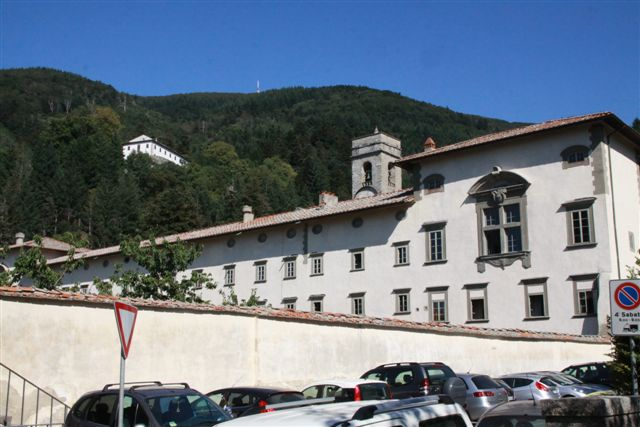
L'abbazia di Vallombrosa, fondata da san Giovanni Gualberto nell'XI secolo.

La diocesi di Fiesole (in latino Dioecesis Faesulana) è una sede della Chiesa cattolica in Italia suffraganea dell'arcidiocesi di Firenze appartenente alla regione ecclesiastica Toscana. Nel 2023 contava 144.128 battezzati su 155.341 abitanti. È retta dal vescovo Stefano Manetti.

## Territorio
La diocesi comprende la parte sud-orientale della città metropolitana di Firenze, quella nord-occidentale della provincia di Arezzo e quella nord-orientale della provincia di Siena.
Sede vescovile è la città di Fiesole, dove si trova la cattedrale di San Romolo.
Organizzativamente la diocesi è divisa in 7 vicariati (Isola di Fiesole, Valdarno Fiorentino, Valdarno Aretino, Altipiano Valdarnese, Val di Sieve, Chianti, Casentino), da cui dipendono 215 parrocchie. Caratteristica peculiare della diocesi è che la sede vescovile di Fiesole si trova distaccata dal corpo principale del territorio diocesano costituendo un'exclave, o isola, all'interno dell'arcidiocesi di Firenze.
La giurisdizione pastorale fiesolana si snoda su tre direttrici principali: il Valdarno, sia aretino sia fiorentino, fino a Montevarchi; la Val di Sieve fino a Dicomano e dunque il Casentino fino a Poppi; il Chianti fiorentino fino a Tavarnelle in Val di Pesa e poi continuando nel Chianti senese fino a Castelnuovo Berardenga.
In particolare l'Isola di Fiesole comprende il comune di Fiesole (che in parte ricade nell'arcidiocesi di Firenze), tre parrocchie nel comune di Firenze (San Martino a Mensola, Santa Croce al Pino e Santa Maria del Fiore a Lapo), più la chiesa di Santa Maria in Campo in via del Proconsolo a Firenze che però non è più parrocchiale dal 1684.
Il Valdarno fiesolano abbraccia invece, in provincia di Firenze, i comuni di Pontassieve (condiviso con la diocesi fiorentina), Rignano sull'Arno, Figline e Incisa Valdarno e Reggello mentre, in provincia di Arezzo, include i comuni di Pian di Scò, Castelfranco di Sopra, Cavriglia e infine San Giovanni Valdarno (con l'Arno che fa da confine con la diocesi di Arezzo, che dunque ha giurisdizione sulla chiesa di Santa Teresa d'Avila) e Montevarchi, estremo limite valdarnese della diocesi fino al torrente Dogana, che lascia quindi ad Arezzo: Santa Croce alla Ginestra, Santa Maria a Moncioni, San Martino a Levane, Santa Reparata a Mercatale-Torre, Santi Andrea e Lucia a Levanella.
Attraverso la Val di Sieve la diocesi si snoda verso i comuni di Rufina, Pelago, Londa, Dicomano e tocca le alture della valle con Vaglia, riscendendo fino al Pian di Mugnone, entrambi condivisi con Firenze. Continuando verso est, il territorio della diocesi arriva a San Godenzo e si addentra nel Casentino passando da Stia, Pratovecchio, Poppi e salendo sui colli fino a Castel San Niccolò e Montemignaio.
L'ala del Chianti fiorentino include i comuni di Greve in Chianti (condiviso con Firenze) e arriva fino a Tavarnelle Val di Pesa, entrando poi nella provincia di Siena nei comuni di Castellina in Chianti, Radda in Chianti, dove tocca l'arcidiocesi di Siena che in Radda soprassiede a San Fedele a Paterno, Gaiole in Chianti (condivisa con Arezzo) ed infine, all'estremo sud della diocesi, Castelnuovo Berardenga, dove però Fiesole ha una sola parrocchia: San Lorenzo a Tregole; le altre parrocchie di Castelnuovo sono parte in diocesi di Arezzo e parte nell'arcidiocesi di Siena.

## Storia

### Origini e primi secoli della diocesi
La tradizione vuole che il primo vescovo di Fiesole sia stato san Romolo che vi sarebbe stato inviato a predicare il cristianesimo da san Pietro in persona di cui era discepolo. La leggenda fu rilanciata, tra gli altri, da Giovanni Villani, da sant'Antonino e dal Martirologio Romano: san Romolo sarebbe morto martire in Fiesole nel 67, dopo essere stato inviato da San Pietro a convertire i fiesolani e dunque è considerato il primo vescovo della diocesi.
Dal XIX secolo si è invece più propensi datare l'origine della sede vescovile di Fiesole al III o al V secolo, tanto più perché non si rinvengono tracce documentarie dei suoi pastori almeno fino al IV secolo. Infatti, il primo nome che compare come vescovo è san Romolo, fiesolano, che cominciò come chierichetto in un locale tempio cristiano e che poi, dopo aver salito tutta la gerarchia ecclesiastica, fu eletto vescovo, come risulta da due lettere inviategli da sant'Ambrogio.
Successivamente si trova nominato da papa Gelasio I, in una lettera a Elpidio vescovo di Volterra, un altro vescovo di Fiesole rimasto anonimo che il pontefice definisce "longevo" e biasima per essere andato a Ravenna alla corte di Teodorico, che era un eretico, perché seguace dell'Arianesimo, ed aver personalmente trattato, senza il consenso papale, il destino della diocesi all'epoca occupata dagli Ostrogoti. Poi, nell'anno 536, un Rustico vescovo di Fiesole fu legato del pontefice Agapito I al concilio di Costantinopoli indetto dal patriarca Mena.
Papa Pelagio I, il 15 febbraio 556, scrisse ai sette vescovi della Tuscia Annonaria, tra cui quello di Fiesole ma senza chiamarlo per nome e quindi rimasto anche lui anonimo, perché riconfermassero la loro fedeltà a Roma, mentre si avvicinava l'ora della calata in Italia dei Longobardi, che si prevedeva non sarebbe stata, per la Chiesa romana, un dono del cielo. E infatti a Fiesole, dopo la conquista longobarda, molte chiese furono distrutte o vennero spogliate dei loro beni e i sacerdoti fiesolani furono perseguitati o ridotti in povertà e costretti a riparare a Luni o nelle diocesi vicine. In questo frangente la sede di Fiesole rimase vacante per alcuni decenni e solo nel 599 papa Gregorio I incaricò Venanzio, vescovo di Luni, di occuparsi della ricostruzione della devastata diocesi. Poi il buio documentaristico.
Soltanto 150 anni dopo, in un'epigrafe, ricompare il nome di un vescovo di Fiesole ossia Teodaldo, di natali aretini, che, il 5 luglio 715 congiuntamente ai vescovi di Firenze, Pisa e Lucca, nella chiesa di San Genesio sita nell'antico borgo di Vicus Uualari nei pressi di San Miniato, pronunciò un discorso in favore della Chiesa aretina.
Dall'Archivio capitolare di Arezzo, sappiamo che il 5 luglio 715 un collegio episcopale presieduto da Gunteram, missus del re Liutprando, si riunì a San Genesio in Vallari per giudicare sulla controversia tra il vescovo di Arezzo e quello di Siena in merito ad alcune chiese contese. Il collegio episcopale emise un giudicato favorevole alla diocesi aretina.

### I vescovi-santi
Con la fine del Regno Longobardo e la riorganizzazione franca dei territori italiani, anche a Fiesole il potere temporale e quello spirituale vennero fusi nella figura unica del vescovo-conte. Il primo e documentato presule fiesolano ad essere investito come feudatario dell'Impero è un Leto del IX secolo, successivamente venerato come santo. Leto si trovò a gestire, da un punto di vista squisitamente politico, una situazione piuttosto spinosa in quanto la società feudale, o quantomeno quella di Fiesole, era caratterizzata da un'estrema fragilità politica causata dalla virulenza e dall'anarchia dei potentati locali i quali potevano essere tenuti a bada solo con donazioni e concessioni territoriali spesso esose.
D'altra parte il territorio giurisdizionale della diocesi si estendeva essenzialmente su aree montagnose e collinari, che dunque favorivano il frazionamento geografico e l'isolazionismo politico delle varie realtà locali. Ogni picco, collina, poggio o altura della diocesi era presidiato da un castello o da un fortilizio i cui signori, forti della loro inespugnabilità, si ritenevano in qualche modo intoccabili. Senza contare che tre delle più potenti famiglie feudali del fiorentino, i Guidi, i Ricasoli e gli Ubertini, avevano possedimenti proprio nel territorio di Fiesole e dunque non contribuivano certo al processo di riconoscimento della superiorità temporale del vescovo.
Di una simile attitudine ne fece le spese il vescovo Alessandro, discepolo e successore di Leto. Nel tentativo di riguadagnare il controllo sui vassalli ribelli e sui territori da loro estorti alla diocesi, Alessandro nell'823 si recò a Pavia per essere ricevuto in udienza dall'imperatore Lotario I e ottenere da lui un mandato imperiale, ma, prima che il sovrano si pronunciasse, sulla via del ritorno a Fiesole il vescovo venne assalito nei pressi di Bologna da un gruppo di sicari e affogato nel Reno. Fu riconosciuto martire e fatto santo e le sue spoglie per secoli hanno riposato, e sono state venerate, nella basilica fiesolana a lui dedicata ossia la Basilica di Sant'Alessandro.
Dopo di lui un altro futuro santo si insediò sulla cattedra di Fiesole: Romano. Si oppose con durezza ai profanatori delle chiese che si introducevano nelle tombe per spogliarne i cadaveri, ma soprattutto gestì l'emergenza dell'invasione normanna tentando di resistere agli assalitori che comunque ebbero la meglio. Per rappresaglia i Normanni distrussero l'episcopio, diedero alle fiamme l'archivio vescovile e rasero al suolo la cattedrale che all'epoca si trovava fuori città, sul luogo dove poi venne edificata la Badia Fiesolana.
Ma al di là dei singoli meriti e demeriti dei tre vescovi-santi, quello che Leto, Alessandro e Romano fecero maggiormente per la diocesi fu creare un precedente importante e cioè dare alla figura del vescovo la connotazione di arbitro dei potenti e patrono della povera gente. All'epoca le continue guerre e rappresaglie tra castelli, per non parlare di invasioni e calate dall'esterno, pesavano quasi sempre sulle popolazioni inermi e il vescovo in Fiesole rimaneva l'unico che avesse l'autorità e soprattutto i mezzi per prevenire saccheggi e distruzioni. Anche a costo di disfarsi di rendite e privilegi diocesani purché facessero tacere le armi. Uno sforzo riconosciuto e premiato dalle popolazioni locali che, ancor prima della canonizzazione ufficiale, presero subito a venerare come santi i tre prelati.
L'eredità politica e spirituale dei vescovi-santi si trasmise, con alterne vicende, anche ai loro successori e non solo per il restante medioevo ma anche durante i due successivi secoli di "pax medicea" e si esaurì solo alla fine del XVIII secolo quando, con la riorganizzazione e la modernizzazione lorenese della Toscana, la funzione di controllo sul rispetto delle regole passò, per legge e competenza, allo Stato.

### Conti di Turicchi
Nel novero dei vescovi-santi andrebbe considerato anche Donato di Scozia che succedette, nell'829, a Grusulfo o Grasulfo, noto solo perché il suo nome compare nell'elenco dei vescovi che parteciparono nell'826 a un concilio a Roma indetto da papa Eugenio II. Donato detto di Scozia, ma in realtà era di origine irlandese, arrivò in città subito dopo la devastazione normanna e ben presto divenne colui che ne guidò la ricostruzione tanto che, alcuni anni dopo il suo arrivo, fu acclamato vescovo a furor di popolo. O almeno questo è quello che vuole la tradizione popolare che a maggior ragione, unitamente alla sua canonizzazione, dimostra quanto Donato avesse fatto di buono per la gente della diocesi.
Nonostante ciò, il lungo episcopato di Donato rimane importante soprattutto perché segnò una svolta nella storia della città e della diocesi di Fiesole. Infatti nell'854 la contea fiesolana venne inglobata in quella fiorentina e dunque il vescovato perse qualsiasi giurisdizione civile fuori dalle mura cittadine. Donato comunque riuscì, secondo l'Italia Sacra di Ferdinando Ughelli, a mantenere per i vescovi di Fiesole il titolo di conte ottenendo per l'episcopato la titolarità della contea di Turicchi, oggi parte del comune di Rufina.
Altri storici la pensano diversamente. Emanuele Repetti in proposito scrive:
In quei diplomi peraltro non è fatta menzione speciale del territorio di Turicchi. Né tampoco, diceva il Pagnini, si comprende donde l'Ughelli nella sua Italia sacra abbia dedotto il titolo di conti di Turicchi che presero i vescovi di Fiesole. Il primo luogo in cui s'incontra rammentata la corte di Turicchi concessa ai vescovi fiesolani dai re d'Italia comparisce in una bolla del Pont. Pasquale II diretta nel 1103 a Giovanni Vesc. di Fiesole, al quale confermò, fra gli altri luoghi: Castrum Agnae, Curtem Turricchi et Castilionis, sicut ex regis concessione ecclesiae tuae collata; e come regia concessione li stessi luoghi della mensa fiesolana nelle bolle successive d'Innocenzo III (anno 1134), di Celestino II (anno 1143) e di Anastasio IV (anno 1153) si trovano indicati.
È però cosa indubbia che tutti i diritti dell'impero essendo passati nella corona di Toscana, doveva appartenervi anco l'alto dominio della contea di Turicchi. Fu creduto infatti, che cotesto alto dominio fosse tacitamente dai vescovi di Fiesole riconosciuto, tostochè la Comunità di Turricchi per atto pubblico del 25 giugno 1398, previo il consenso del suo vescovo, si diede in accomandigia per anni dieci alla Rep. Fior.
Infatti che il Comune di Firenze mantenesse costantemente illese le ragioni di alto dominio su Turicchi lo dichiara l'annuo tributo che i suoi abitanti al pari dei feudatarj Camaldolensi di Moggiona e del popolo di S. Michele a Trebana nell'Appennino di Tredozio dovevano recare ogni anno a Firenze in un cero di libbre sei nel giorno della festa di S. Giovanni Battista.
Inoltre nell'Arch. delle Riformagioni si conserva una relazione presentata da Francesco Vinta nel 18 agosto 1563 ad istanza degli uomini di Turicchi per alcune gravezze che voleva imporre loro il vescovo di Fiesole, nella quale scrittura si prendono ad esame le prerogative di questo luogo stabilite con sentenza del 13 marzo 1564 (stile comune) dal consiglio della Pratica segreta. In altra relazione di Paolo Vinta del 12 agosto 1574, ad oggetto di ovviare ai contrabandi che si facevano dagli uomini di Turicchi, il Granduca rescrisse: Il Vinta dica al Vescovo (di Fiesole), che se non consente all'opinione della Pratica, S. A. gli annullerà l'esenzione, perché non la vuole in suo pregiudizio.»
(Emanuele Repetti, Dizionario geografico, fisico, storico della Toscana, Firenze, 1843, Vol. V, p. 603)
Ma sebbene rimanga incerta la data del passaggio ai vescovi di Fiesole della contea di Turicchi, sicura è la data della sua soppressione ovvero il 1º settembre 1775 in quanto «la villa di Turicchi situata nel Vicariato del Ponte a Sieve deva considerarsi a tutti gli effetti come il rimanente del Gran Ducato, e sia sottoposta a tutte le Leggi & Ordini, niuno eccettuato, che si osserva nel resto dello Stato». E altrettanto sicura è la data del 9 gennaio 1776 quando venne decretato anche l'annullamento del titolo di Conte di Turicchi.

### Feudatari dell'Impero
Donato di Scozia non fu soltanto l'ultimo conte di Fiesole, ma anche l'ultimo vescovo ad essere direttamente scelto ed eletto dal popolo della diocesi secondo la pratica antica. Infatti dopo l'istituzione del Regno d'Italia e la sua successiva annessione all'Impero, i vescovi di Fiesole cominciarono ad essere appuntati dal sovrano italico prima e dall'imperatore poi.
Nonostante le alterne fortune delle qualità gestionali e pastorali dei vescovi di nomina regia, talvolta in odore di simonia e più spesso scialacquatori dei beni diocesani, per la diocesi di Fiesole tra la fine del IX secolo e gli inizi del XII si aprì un periodo di stabilità politica e dunque di relativa crescita.
Il primo dei vescovi-feudatari fu Zanobi, successore di Donato, che venne posto a capo della Chiesa fiesolana da Berengario del Friuli dal quale ottenne, per la diocesi, «molte tenute et possessioni coi servi et serve a que' luoghi appartenenti» e tenne strette relazioni con Guido II di Spoleto dal quale ebbe in dono anche la "Corte di Sala", oggi Santa Margherita a Saletta nel comune di Fiesole, la "Corticella di Buiano", oggi Torre di Buiano, e le "selve di Montereggi", entrambi nell'odierno territorio municipale di Fiesole.
Quello che Zanobi aveva raccolto venne poi sperperato dal vescovo Vinizzone, più interessato al suo potere personale piuttosto che al suo ruolo istituzionale, tanto che sotto di lui ci fu un vero e proprio esodo di religiosi che, a causa delle spese pazze del vescovo, furono costretti a trovarsi un'altra sistemazione fuori dalla diocesi per poter far fronte al loro sostentamento: «come andassero le bisogne [...], il diranno que' pochi canonici della cattedrale di S. Alessandro, allorché nel 967 interrogati dal vescovo loro Zanobi II, per qual ragione essi fossero cotanto scarsi di numero, risposero: per la distruzione e dissipazione de' beni della chiesa fiesolana, che a quel tempo trovavasi affatto smunta, desolata e in rovina. Commosso da tanta miseria il pio prelato fece loro donazione di molti beni, alla condizione che i preti inservienti le due chiese maggiori, il duomo e S. Alessandro vivessero in comune nella loro canonica». Zanobi II fu anche colui che riuscì ad aggiudicare alla diocesi l'Abbazia di San Salvatore in Agna e il vescovo Raimondo ci aggiunse anche la pieve di San Ditale oggi il Convento di San Giovanni Battista a Sandetole in Dicomano. Regembaldo invece fu un altro vescovo scialacquone, ma, per fronteggiare le spese, cedette alla diocesi alcuni suoi beni personali.
Sotto Iacopo il Bavaro, fatto vescovo da Enrico II, Fiesole visse una vera e propria rinascita con la costruzione, nel 1028, della nuova cattedrale, entro e non più fuori le mura cittadine, dove furono spostate le supposte spoglie di san Romolo. Sulle rovine dell'antico episcopio e della cattedrale, entrambi distrutti due secoli prima dai Normanni, diede il via alla costruzione dell'Abbazia di San Bartolomeo meglio nota come Badia Fiesolana. Iacopo fece erigere anche il nuovo, e attuale, palazzo vescovile e fu colui che autorizzò san Giovanni Gualberto a fondare il suo ordine e monastero a Vallombrosa.
Al contrario di lui, Attinulfo, intimo di Enrico III, fu apertamente accusato di simonia e le prove a suo carico erano così gravi che la vicenda finì per far scoppiare un tumulto: la visita apostolica a Fiesole di papa Leone IX, legato a doppia mandata con l'impero e l'imperatore, non fece che aumentare i sospetti, e le agitazioni, piuttosto che sopirli. Anche Trasmondo venne tacciato di simonia e stavolta il papa, Gregorio VII, non fu più tanto accondiscendente con le "investiture facili" come il suo predecessore. Trasmondo affrontò allora la prova del fuoco, una tipica pratica medievale fiorentina che sostanzialmente consisteva nel camminare sui carboni ardenti, ed uscitone indenne venne scagionato da ogni accusa: il Papa intimò ai fiesolani la scomunica se avessero osato attaccarlo un'altra volta.
Che però l'importanza di Fiesole, almeno sul piano politico se non su quello ecclesiastico, sotto i feudatari imperiali fosse cresciuta enormemente lo dimostra il fatto che i vescovi Guglielmo e Gebizzo poterono trattare alla pari con i conti Guidi e, dopo lunghi negoziati, ottenere nel 1099 da Ugo e Alberto di Romena la cessione dei monasteri di Santa Maria a Pietrafitta o agli Alti Monti, sotto Consuma, e di Santa Maria a Poppiena, oggi nel territorio di Pratovecchio. Di più. I conti di Romena donarono i due monasteri con la clausola che rimanessero per sempre alla diocesi di Fiesole senza possibilità di cessione soprattutto alla diocesi di Arezzo, rivale sia per i Guidi sia per i vescovi di Fiesole.

### La cacciata da Fiesole e la sortita figlinese
Fu durante l'episcopato di Giovanni, e più precisamente «negli anni di Cristo 1125», che «i Fiorentini puosono oste alla rocca di Fiesole che ancora era in piede e molto forte e teneanla certi gentili uomini Cattani stati della città di Fiesole, e dentro vi si riduceano masnadieri e sbanditi e mala gente, che alcuna volta faceano danno alle strade e al contado di Firenze, e tanto vi stettero all'assedio che per diffalta di vittuaglia s'arrendéo, che per forza mai non s'arebbe avuta, e fecionla tutta abbattere e disfare infino alle fondamenta, e feciono decreto che mai in su Fiesole non s'osasse rifare niuna fortezza».
Ma che "la banda dei Cattani" avesse come base Fiesole per le proprie scorrerie e che quindi Firenze fosse intervenuta per riportare l'ordine e la legalità era solo un pretesto. Già dal 1123 i fiorentini avevano cominciato ad assalire brutalmente Fiesole e i borghi circostanti tanto che sant'Atto, abate di Vallombrosa e poi vescovo di Pistoia, scrisse a papa Onorio II, invocando il perdono per le violenze perpetrate da Firenze sulle popolazioni del fiesolano. Per i fiorentini, con il loro dominio in piena espansione, era di vitale importanza poter controllare politicamente e militarmente quella che era la cittadina-fortezza a loro più vicina e per di più posta in un luogo di sensibile strategicità.
Tuttavia, Firenze non era interessata solo a strappare Fiesole al dominio dei suoi vescovi ma anche, e soprattutto, ad annettersi la sua diocesi. Il Chianti, il Casentino e il Valdarno Superiore, tutti in diocesi di Fiesole, rappresentavano caselle fondamentali nello scacchiere toscano-orientale al cui controllo Firenze aspirava: i fiorentini volevano metterci le mani prima che lo facessero i senesi, gli aretini, o i signori di Romagna. E proprio perché zone di confine e, come se non bastasse, geomorfologicamente accidentate, le terre della diocesi erano un mosaico variegato di feudi, potentati e consorterie indipendenti l'uno dall'altro e spesso in armi l'uno contro l'altro tanto che l'unica cosa che avevano in comune, e accettavano come tale, era appunto il vescovo di Fiesole. Poterli portare tutti, almeno ecclesiasticamente, sotto Firenze era quindi un passo vitale nei piani espansionistici della politica estera fiorentina.
Proprio per questo il vescovo Giovanni nel 1103 si rivolse a papa Pasquale II e ne ebbe la garanzia, con tanto di bolla papale, che la diocesi di Fiesole non sarebbe stata aggregata a quella di Firenze anche se, come risulta dal documento, i vescovi di Firenze con ripetute annessioni avevano separato la città di Fiesole dal resto della diocesi, tanto che la cattedra fiesolana risultava in quell'anno essere diventata un'isola, o un'enclave, in quella fiorentina. Giovanni insomma con questa mossa aveva frustrato le ambizioni fiorentine e, molto probabilmente, Firenze, con la conquista di Fiesole, pensò bene di vendicarsi. Come diretta conseguenza della presa, e distruzione, di Fiesole, Giovanni fu costretto all'esilio e a spendere il resto del suo ministero passando da un castello all'altro del vescovato.
Al suo successore, Gionata, i fiorentini proposero la concessione del permesso di spostare la sede vescovile a Firenze in cambio della sua definitiva rinuncia ad ogni pretesa temporale su Fiesole, ma lui rifiutò con decisione. Anzi pensò di installarsi nell'antico sito dell'episcopio e della cattedrale, ovvero la Badia Fiesolana, ma per poterlo fare occorreva sfrattare i monaci benedettini che l'abitavano e Innocenzo II, interpellato dai monaci, pose il veto. Così il vescovo Gionata dovette fare la spola tra il castello di Monteloro, nell'odierna Pontassieve, e quello di Castiglioni, in territorio di Rufina.
Morto Gionata, anche a Rodolfo Firenze fece la medesima proposta, ricevendone lo stesso rifiuto. Di più, Rodolfo agì in anticipo sui fiorentini e ottenne da papa Alessandro III, da Arezzo e da Siena, e perfino dai conti Guidi e dagli Ubertini il permesso di spostare la sede vescovile a Figline Valdarno dove, dal suo insediamento, si era trasferito in pianta stabile. Tant'è che in una bolla, datata 12 ottobre 1176, il pontefice si rivolge a Rodolfo come "Vescovo di Figline e di Fiesole". Ma nel 1167 mentre Rodolfo supervisionava i lavori di rifinitura della nuova cattedrale, dell'episcopio, della canonica e dell'ospedale, le truppe di Firenze, di ritorno da una spedizione contro Arezzo, attaccarono il castello con il vescovo e i figlinesi barricati dentro. I fiorentini non avevano i mezzi e i rifornimenti per tenere a lungo l'assedio, ma venne in loro aiuto uno degli Ubertini di Gaville che, tradendo, li fece entrare in città. Distrussero e devastarono tutto accanendosi miratamente soprattutto sui nuovi edifici della curia fiesolana che vennero saccheggiati, incendiati e poi rasi al suolo. Il vescovo comunque riuscì a fuggire e a mettersi in salvo.
Quello che non fecero la politica e le spade lo fece la cupidigia o, meglio, la prodigalità. Se Rodolfo, come anche Lanfranco che gli succedette alla guida della diocesi, erano uomini integerrimi e non facili alle lusinghe, Ranieri nei suoi oltre 27 anni di episcopato ridusse la diocesi praticamente sul lastrico a furia di spendere e indebitarsi, per di più con Firenze che dunque lo teneva in pugno o, per meglio dire, per la gola. Così, quando nel 1218 il cappio si fece troppo stretto, Ranieri fu costretto a cedere alle richieste fiorentine e ad acconsentire al trasferimento della cattedra fiesolana a Firenze nel monastero di san Pier Maggiore. Inoltre dovette ripagare con beni e proprietà diocesane la voragine di debiti che aveva creato negli anni. Firenze e la sua diocesi sembravano prevalere, ma le monache di san Pier Maggiore, si rifiutarono di abbandonare il loro monastero e si appellarono a papa Onorio III che, adirato per l'"intollerabile indebitamento" di Ranieri, pose il veto al trasferimento della sede, che era materia riservata alla Sede Apostolica.

### La cattività fiorentina
«[Così fu] il vescovo Rinieri dilapidatore della sua chiesa, e de' suoi beni, terre e feudi che abbandonò in mano de' laici, onde Onorio III nel 1218 vi prese severa provvidenza, ed alla morte dell'indegno pastore, gli diè invece l'ottimo Ildebrando da Lucca, il quale dovette lottare coi potenti usurpatori dei beni, come protetti dal comune di Firenze». Ovviamente la rappresaglia fiorentina alle decisioni di Onorio III e alla battaglia politico-giudiziaria ingaggiata dal vescovo Ildebrando fu immediata.
«Era entrato l'anno 1223, e in Firenze era venuto podestà Gherardo Orlandi, quando gli uomini del castello di Figline posto in Valdarno, il quale era molto forte e possente di gente e di ricchezze, si ribellarono a' Fiorentini. I quali andativi con l'esercito gli diedono il guasto intorno, e perché nol poterono aver per forza, e sopraggiugneva il verno e bisognava mandar le genti alle stanze, vi si edificò per batifolle (quello che ora con voce militare chiamiamo forte) il castello dell'Ancisa, acciocché potendovi star continuamente una guardia, a' Fiorentini rimanesse sempre aperta la strada di poter far guerra a' nimici dappresso. Ma il pontefice Onorio, sdegnato che la Repubblica avesse agramente proceduto contra Ildebrando vescovo di Fiesole, commise al vescovo di Modena il quale si ritrovava in Firenze che ammonisse il podestà, i consiglieri o il popolo della città che, se non facevano l'ammenda dell'ingiurie fatte al vescovo, sarebbono stati interdetti. Al qual vescovo Ildebranndo l'anno 1224 gli abitatori di Fiesole così nobili come altri, giurano fedeltà, come fanno ancor quei di Turicchio, e in altro tempo quei di Monteloro, di Castiglione, di Montebonello e della Rufina, non avendo anche la Repubblica tirato a sé la superiorità di tutte le cose».
Tuttavia la vera strategia della Repubblica Fiorentina nei confronti dei suoi nemici "interni" ossia, all'epoca, i conti Guidi e i vescovi di Fiesole, era un'altra: distruggere con le armi città e castelli per poi costringere i legittimi proprietari a venderli alla diocesi di Firenze. Continua infatti l'Ammirato «l'anno 1226 affrettarono i prosperi successi de' Fiorentini i conti Guidi a vendere Montedicroce già rovinato dalla Repubblica con Monterotondo e con Galiga al vescovo di Firenze, aiutato a comprarli de' danari della Repubblica, la quale vedendo che l'imperadore Federigo s'andava tutto dì scuoprendo maggior nimico di santa Chiesa e che i conti Guidi erano della sua fazione avea oltre modo caro tener discosto i conti il più che potea dalle lor mura. Né fu vano il disegno de' Fiorentini, poiché morto nei primi mesi dell'anno 1227 il pontefice Onorio, e succedutogli Gregorio IX nipote d'Innocenzio III, non che l'imperadore s'andasse mitigando, crebbe nell'ira e negli sdegni col nuovo pontefice».
Ma se con i conti Guidi, sostanzialmente alleati dell'Impero, le operazioni di annessione ecclesiastica dei loro feudi avevano il beneplacito papale, quelle nei confronti della diocesi di Fiesole non erano assolutamente in discussione. Anzi Gregorio IX, per dirimere una volta per tutte la questione, volle dare un segnale forte a Firenze e nel 1228, a nemmeno un anno dalla sua elezione al soglio pontificio, costrinse la città e il suo vescovo a cedere ai vescovi di Fiesole la centralissima chiesa di Santa Maria in Campo che subito doveva godere dell'extraterritorialità diocesana. In cambio di questa cessione il vescovo Ildebrando e i suoi successori si impegnavano a non recriminare ulteriormente sui beni svenduti da Ranieri alla Repubblica e passati ecclesiasticamente sotto la curia fiorentina, ed entrambe le parti, diocesi di Fiesole e di Firenze, da ora in avanti avrebbero rispettato lo status quo territoriale fissato dal pontefice a quello del 1228. E qualsiasi futuro passaggio da una diocesi all'altra di pievi, chiese, castelli, cittadine non avrebbe potuto aver luogo senza l'assenso di Roma.
La cessione di Santa Maria prevedeva naturalmente che dovesse anche diventare la nuova residenza dei vescovi di Fiesole e infatti Gregorio X, qualche anno dopo, vi fece costruire, a spese di fiorentini, pure il palazzo vescovile. Questo perché, in pieno conflitto tra papato e impero, era impensabile che il vescovo potesse tornare a risiedere in Fiesole in quanto, perlomeno sulla carta, rimaneva feudatario imperiale e, almeno non ufficialmente, non aveva ancora rinunciato al potere temporale su Fiesole. Il timore di Roma era che a Ildebrando succedesse un altro cattivo pastore che, preso da eccessi materiali, rimettesse Fiesole e la sua diocesi nelle mani dell'Impero o meglio degli emissari imperiali in Italia: i ghibellini. Dunque con il vescovo Ildebrando da Lucca cominciò la lunga "cattività fiorentina", una specie di interminabile dorata prigionia a Firenze che vi tenne inchiodati i vescovi di Fiesole per quasi sette secoli.
All'inizio, per evitare qualsiasi coinvolgimento dei vescovi di Fiesole con il ghibellinismo e l'Impero, i pontefici, dopo Ildebrando, nominarono al soglio di san Romolo prima Manetto, fedelissimo di Alessandro IV, e poi una serie di religiosi, estranei alla politica per definizione, e per di più tutti di fuori Firenze: il francescano Filippo da Perugia, Angelo da Camerino eremitano di Sant'Agostino, Bartolomeo da Siena dei minori di San Francesco, il domenicano Corrado Gualfreducci di Pistoia. E successivamente, passata la burrasca cesaropapista, per mantenere i vescovi di Fiesole residenti a Firenze, Bonifacio VIII inaugurò, con Antonio d'Orso, la lunga serie di vescovi fiorentini che, fino a metà del XIX secolo, venne interrotta solo dalle brevi parentesi di Antonio Gaetani di Aquileia (1409-1411), Giovanni Arcimboldi di Parma (1480-1481), e, in epoca più moderna, da Ranieri Mancini di Cortona (1776-1814).
Difficile trovare un'unica ratio nel criterio fiorentinesco di scegliere i vescovi fiesolani. Sicuramente fino alla seconda metà del XV secolo sussistevano ancora quei fattori che facevano della diocesi di Fiesole un possibile elemento di instabilità politica, in quanto il vescovo di Fiesole avrebbe potuto operare in funzione anti-fiorentina insieme ai numerosi esuli ghibellini o addirittura ingaggiando capitani di ventura o accordandosi con principi e signori della guerra. In fondo ai vescovi di Fiesole non mancavano certo né le motivazioni né i mezzi per farlo. Tuttavia, grazie alla protezione di Firenze, la diocesi ottenne alcuni beni già dell'abbazia di Sant'Ellero e altri conventi che ne ingrandirono la dotazione (ossia la mensa vescovile).
Anche per questo, quando il 10 maggio 1419 papa Martino V elevò la sede di Firenze al rango di arcidiocesi metropolitana, le assegnò Fiesole che era da sempre stata immediatamente soggetta alla Santa Sede come diocesi suffraganea.
Inoltre con il consolidamento in Firenze della signoria dei Medici, che fondavano il proprio potere personale principalmente sui legami che avevano con la città e con il suo contado, e con l'espansione a quasi tutta la Toscana del loro dominio, avere influenza sul vescovo di Fiesole significava poter contare sull'appoggio incondizionato delle popolazioni sotto la sua giurisdizione. Non va dimenticato infatti che non solo i Medici avevano numerose proprietà personali in diocesi di Fiesole, come la grande Fattoria di Montevarchi, ma anche che quei territori nei secoli si erano fatti ricchi, produttivi e commercialmente molto attivi. Inoltre, pur militarmente sottoposte, le altre popolazioni toscane accettavano di cattivo grado la dominazione medicea e dunque spesso il loro vescovo si faceva portavoce di questo dissenso con decisioni o azioni che tendevano a frenare, rallentare, talvolta a bloccare l'azione granducale nei territori della loro diocesi. E due delle diocesi più riottose, Arezzo e Siena, confinavano proprio con quella di Fiesole. Dimostrazione lampante della fondatezza dei timori medicei furono le vicende politiche e religiose di Montevarchi, città di confine per eccellenza, e in cui politica, religione e carità, tra il XIV e il XVII secolo, si fusero in forma quasi grottesca. Da una parte la Confraternita del Sacro Latte che voleva prendere il controllo sulla città sganciandosi, di fatto, da Firenze per la politica civile e da Fiesole per quella ecclesiastica e che, senza il lavoro congiunto delle due istituzioni, avrebbe finito per dilagare. Dall'altra il lungo braccio di ferro tra Fiesole e Arezzo sulla parrocchia di Sant'Andrea Cennano che, come sottolineò in una relazione al granduca anche il podestà Pietro di Fabrizio Accolti, dietro a banali baruffe di paese celava ben più ampie questioni politiche irrisolte, così ampie che dovette intervenire direttamente anche la Santa Sede.
L'11 maggio 1784 l'arcidiocesi di Firenze in virtù del breve Exponi Nobis di papa Pio VI acquisì la parrocchia di Santa Lucia a Trespiano dalla diocesi di Fiesole e contestualmente le cedette la parrocchia di San Martino a Mensola.
Per tutti questi "fiorentinismi" alla fine della "cattività" si arrivò solo nel 1874 e a unità d'Italia conclusa. Il ritorno a Fiesole della sede vescovile fu deciso e voluto dal vescovo Luigi Corsani, pratese, che infatti era il primo vero non fiorentino che tornava ad occupare, dopo secoli, la cattedra fiesolana.

### L'istituzione del seminario
Il seminario diocesano fu istituito l'8 maggio 1575 dal vescovo Francesco Cattani da Diacceto. Inizialmente aveva sede a Ponterosso e fu poi trasferito in un edificio apposito a Fiesole dal vescovo Lorenzo Della Robbia nel 1635.

## Cronotassi dei vescovi
Si omettono i periodi di sede vacante non superiori ai 2 anni o non storicamente accertati.
- San Romolo † (IV secolo)
- Anonimo † (menzionato nel 492/496)
- Rustico † (menzionato nel 536)
- Anonimo † (menzionato nel 556)
- Teodaldo † (menzionato nel 715)
- San Leto † (IX secolo)
- San Romano † (IX secolo)
- Sant'Alessandro † (inizio del IX secolo)[12]
- Grusulfo † (menzionato nell'826)
- San Donato † (prima dell'844 - 22 ottobre circa 876 deceduto)[13]
- Zanobi I † (prima di agosto 877 - dopo aprile 899)
- Erlando † (menzionato nel 901)
  - Vinizzone † (menzionato nel 953) (antivescovo)
- Zanobi II † (menzionato nel 953 o nel 966)
- Pietro † (menzionato nel 982)
- Raimondo † (983 - dopo il 1000 circa)
- Regembaldo † (1017 - 1024)
- Jacopo Bavaro † (1024 - 1038)
- Atinulfo † (1039 - 1057)
- Gerardo † (1057 - ?)
- Trasmondo † (1059 - 1077)
- Guglielmo † (1077 - 1099)
- Gebizzo † (1099 - ?)
- Giovanni I † (1101 - dopo il 1103)
- Giovanni II † (1114 - 1134)
- Gionata † (1144 - ?)
- Rodolfo † (1153 - 1179)
- Lanfranco † (1179 - 1187)
- Ranieri † (1192 - 1219 deceduto)
- Ildebrando da Lucca † (1220 - 21 settembre 1256 deceduto)
- Manetto † (3 ottobre 1257 - maggio 1277 deceduto)
- Filippo da Perugia, O.F.M. † (12 febbraio 1282 - 1297 dimesso)
- Agnolo da Camerino, O.E.S.A. † (22 aprile 1298 - 1301 dimesso)
- Bartolomeo da Siena, O.F.M. † (21 marzo 1301 - 1301 dimesso)
- Antonio d'Orso † (1301 - 9 giugno 1310 nominato vescovo di Firenze)

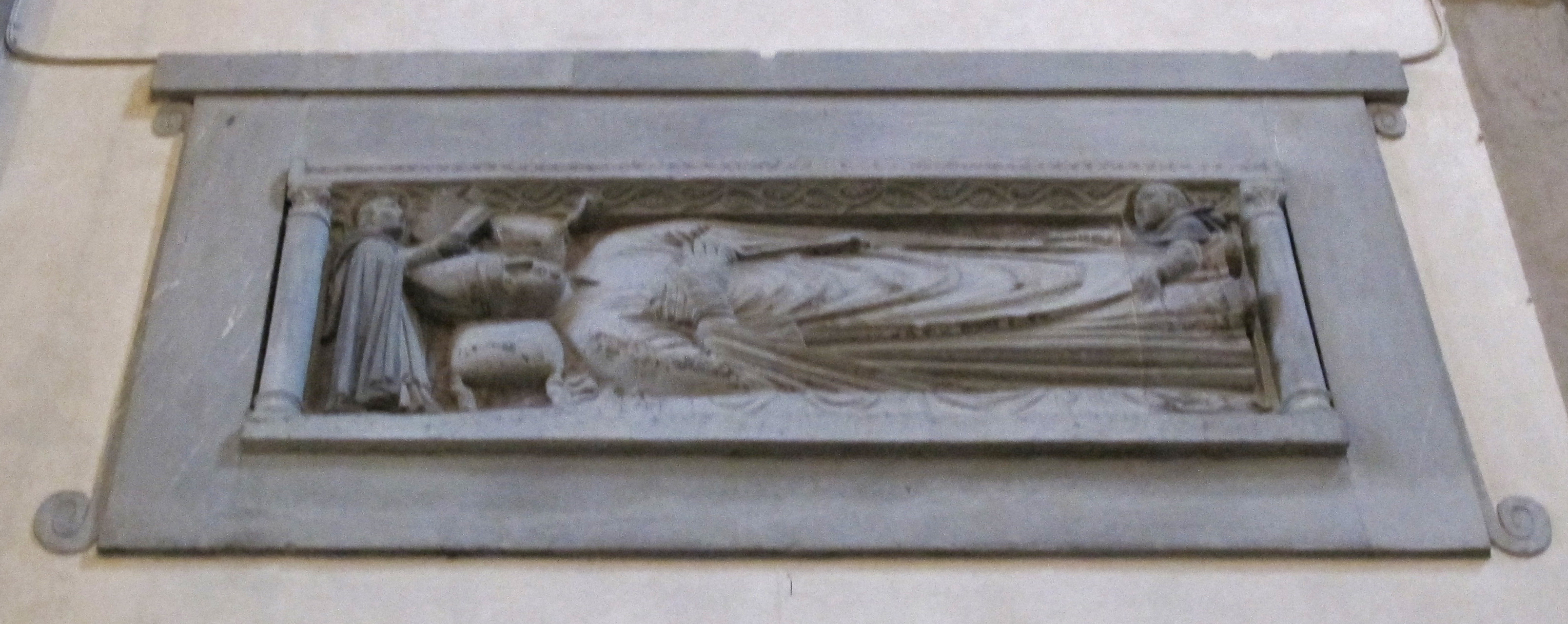
Lastra tombale di Corrado Gualfreducci della Penna, basilica di Santa Maria Novella, Firenze

- Corrado Gualfreducci della Penna, O.P. † (5 marzo 1311 - 1312 deceduto)
- Tedice di Aliotto Visdomini † (20 luglio 1312 - ottobre 1336 deceduto)
- Fuligno Carboni † (14 marzo 1337 - 17 giugno 1349 deceduto)
- Sant'Andrea Corsini, O.Carm. † (13 ottobre 1349 - 6 gennaio 1374 deceduto)
- Beato Neri Corsini † (23 gennaio 1374 - 14 novembre 1377 deceduto)
- Niccolò Vanni † (1378 - 1383 nominato vescovo di Recanati e Macerata)
- Antonio Cipolloni, O.P. † (1384 - 11 febbraio 1390 nominato vescovo di Volterra)
- Jacopo Altoviti, O.P. † (15 febbraio 1390 - 5 giugno 1408)
- Luca Manzoli, O.Hum. † (24 agosto 1408 - 1408 dimesso)
  - Antonio Caetani † (2 luglio 1409 - 1411) (amministratore apostolico)
- Bindo Ferrucci † (31 agosto 1411 - 1421 deceduto)
- Benozzo Federighi † (17 novembre 1421 - 1450 deceduto)
- Leonardo Salutati † (3 agosto 1450 - 1466 deceduto)
- Antonio degli Agli † (4 maggio 1467 - 30 aprile 1470 nominato vescovo di Volterra)
- Guglielmo Becchi, O.S.A. † (17 maggio 1470 - 1480 dimesso)
  - Giovanni Arcimboldi † (1480 - 1481 dimesso) (amministratore apostolico)
- Roberto Folchi † (27 giugno 1481 - 1530 deceduto)
- Guglielmo Folchi † (1530 succeduto - 17 aprile 1530 deceduto)
- Braccio Martelli † (20 giugno 1530 - 12 febbraio 1552 nominato vescovo di Lecce)
- Pietro Camaiani † (12 febbraio 1552 - 7 ottobre 1566 nominato vescovo di Ascoli Piceno)
- Angelo Cattani da Diacceto, O.P. † (15 novembre 1566 - 1570 dimesso)
- Francesco Cattani da Diacceto † (11 agosto 1570 - 4 novembre 1595 deceduto)
- Alessandro Marzi Medici † (12 febbraio 1596 - 27 giugno 1605 nominato arcivescovo di Firenze)
- Bartolomeo Lanfredini † (12 settembre 1605 - 28 agosto 1614 deceduto)
- Baccio Gherardini † (12 gennaio 1615 - 1º agosto 1620 deceduto)
- Tommaso Ximenes † (16 novembre 1620 - 3 novembre 1633 deceduto)
  - Cosimo della Gherardesca † (10 maggio 1633 - 2 agosto 1634 deceduto) (vescovo eletto)
- Lorenzo della Robbia † (6 agosto 1634 - 25 gennaio 1645 deceduto)
- Roberto Strozzi † (12 giugno 1645 - 24 aprile 1670 deceduto)
- Filippo Soldani † (1º settembre 1670 - 13 agosto 1674 deceduto)
- Filippo Neri degli Altoviti † (27 maggio 1675 - 28 novembre 1702 deceduto)
- Tommaso della Gherardesca † (12 febbraio 1703 - 12 novembre 1703 nominato arcivescovo di Firenze)
- Orazio Maria Panciatichi † (17 dicembre 1703 - maggio 1716 deceduto)

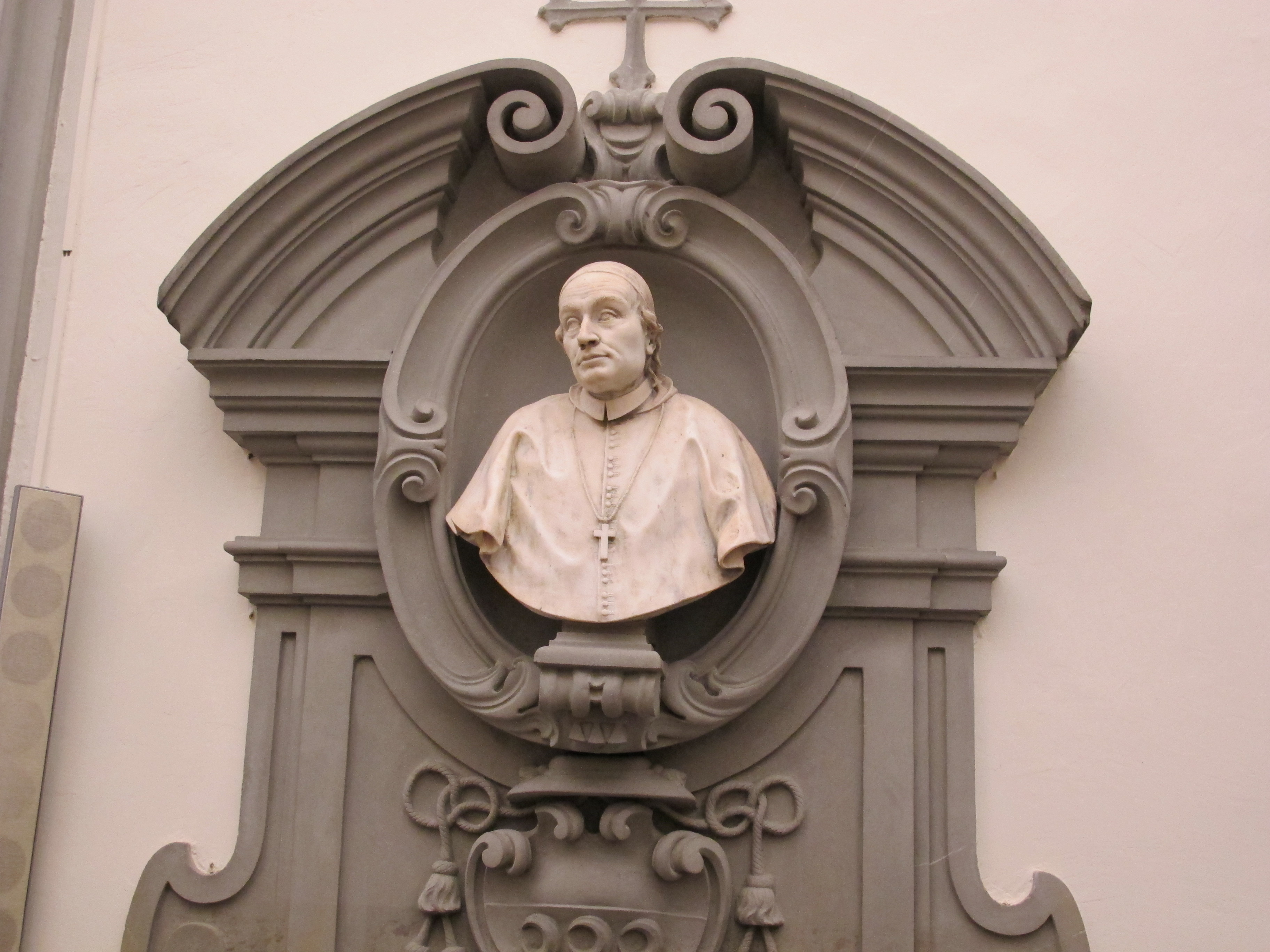
Tomba di Luigi Maria Strozzi, in Santa Maria in Campo, Firenze

- Luigi Maria Strozzi † (1º luglio 1716 - 6 gennaio 1736 deceduto)
- Francesco Maria Ginori † (27 febbraio 1736 - 1º settembre 1775 deceduto)
- Ranieri Mancini † (15 aprile 1776 - 10 febbraio 1814 deceduto)
- Martino Leonardo Brandaglia † (15 marzo 1815 - 7 agosto 1825 deceduto)
  - Sede vacante (1825-1828)
- Giovanni Battista Parretti † (28 gennaio 1828 - 23 dicembre 1839 nominato arcivescovo di Pisa)
  - Sede vacante (1839-1843)
- Vincenzo Menchi † (30 gennaio 1843 - 22 maggio 1846 deceduto)
  - Sede vacante (1846-1848)
- Francesco Bronzuoli † (11 settembre 1848 - 1º marzo 1856 deceduto)
- Gioacchino Antonelli † (3 agosto 1857 - 27 settembre 1859 deceduto)
  - Sede vacante (1859-1871)
- Lorenzo Frescobaldi † (27 ottobre 1871 - 2 maggio 1874 deceduto)
- Luigi Corsani † (15 giugno 1874 - 11 febbraio 1888 deceduto)
- Benedetto Tommasi † (1º giugno 1888 - 11 luglio 1892 nominato arcivescovo di Siena)
- David Camilli † (16 gennaio 1893 - 13 febbraio 1909 deceduto)
- Giovanni Fossà † (29 aprile 1909 - 17 dicembre 1936 deceduto)
- Giovanni Giorgis † (14 luglio 1937 - 31 dicembre 1953 nominato vescovo di Susa)
- Antonio Bagnoli † (8 aprile 1954 - 1º agosto 1977 ritirato)
- Simone Scatizzi † (1º agosto 1977 - 27 maggio 1981 nominato vescovo di Pistoia)
- Luciano Giovannetti † (27 maggio 1981 - 13 febbraio 2010 ritirato)
- Mario Meini (13 febbraio 2010 - 21 aprile 2022 ritirato)
- Stefano Manetti, dal 21 aprile 2022

## Statistiche
La diocesi nel 2023 su una popolazione di 155.341 persone contava 144.128 battezzati, corrispondenti al 92,8% del totale.
| anno | popolazione | popolazione | popolazione | presbiteri | presbiteri | presbiteri | presbiteri                | diaconi | religiosi | religiosi | parrocchie |
| anno | battezzati  | totale      | %           | numero     | secolari   | regolari   | battezzati per presbitero | diaconi | uomini    | donne     | parrocchie |
| ---- | ----------- | ----------- | ----------- | ---------- | ---------- | ---------- | ------------------------- | ------- | --------- | --------- | ---------- |
| 1950 | 154.600     | 154.700     | 99,9        | 403        | 278        | 125        | 383                       |         | 155       | 364       | 256        |
| 1970 | 132.519     | 132.800     | 99,8        | 310        | 205        | 105        | 427                       |         | 129       | 640       | 261        |
| 1980 | 135.900     | 137.100     | 99,1        | 293        | 184        | 109        | 463                       |         | 122       | 520       | 261        |
| 1990 | 130.000     | 137.000     | 94,9        | 242        | 157        | 85         | 537                       | 6       | 85        | 460       | 218        |
| 1999 | 131.500     | 137.500     | 95,6        | 264        | 133        | 131        | 498                       | 11      | 141       | 418       | 218        |
| 2000 | 131.500     | 137.200     | 95,8        | 271        | 135        | 136        | 485                       | 11      | 136       | 431       | 218        |
| 2001 | 135.000     | 138.100     | 97,8        | 274        | 138        | 136        | 492                       | 11      | 136       | 431       | 218        |
| 2002 | 132.000     | 134.000     | 98,5        | 272        | 140        | 132        | 485                       | 11      | 262       | 426       | 218        |
| 2003 | 131.200     | 135.000     | 97,2        | 280        | 145        | 135        | 468                       | 11      | 272       | 415       | 218        |
| 2004 | 131.200     | 132.000     | 99,4        | 237        | 137        | 100        | 553                       |         | 134       | 415       | 218        |
| 2006 | 138.900     | 140.900     | 98,6        | 261        | 151        | 110        | 532                       | 16      | 140       | 340       | 218        |
| 2013 | 145.200     | 154.700     | 93,9        | 225        | 160        | 65         | 645                       | 17      | 72        | 320       | 218        |
| 2016 | 143.120     | 152.320     | 94,0        | 194        | 138        | 56         | 737                       | 17      | 61        | 229       | 218        |
| 2019 | 142.221     | 153.120     | 92,9        | 194        | 138        | 56         | 733                       | 16      | 60        | 229       | 222        |
| 2021 | 144.128     | 155.341     | 92,8        | 168        | 137        | 31         | 857                       | 15      | 35        | 227       | 218        |
| 2023 | 144.128     | 155.341     | 92,8        | 155        | 119        | 36         | 929                       | 15      | 40        | 221       | 215        |

## Istituti religiosi presenti in diocesi
Nel 2021 contavano case in diocesi i seguenti istituti religiosi:
Maschili
- Chierici regolari poveri della Madre di Dio delle scuole pie
- Congregazione del Santissimo Sacramento
- Congregazione vallombrosana
- Missionari oblati di Maria Immacolata
- Ordine dei frati minori
- Ordine dei frati predicatori
- Rogazionisti del Cuore di Gesù
- Servi di Maria

Femminili
- Agostiniane
- Benedettine
- Benedettine camaldolesi
- Domenicane
- Figlie del Divino Zelo
- Minime suore del Sacro Cuore
- Sorelle Povere del Vangelo
- Suore agostiniane della Santissima Annunziata
- Suore dell'Immacolata Concezione
- Suore di Nostra Signora del Carmelo
- Suore di San Filippo Neri
- Suore di San Giuseppe dell'Apparizione
- Suore di Santa Dorotea di Cemmo
- Suore francescane della Santissima Annunziata
- Suore francescane di Sant'Elisabetta
- Suore missionarie del Sacro Costato e di Maria Santissima Addolorata
- Suore missionarie francescane del Verbo Incarnato
- Suore orsoline di San Girolamo
- Suore passioniste di San Paolo della Croce